# Halál és megdicsőülés
A Halál és megdicsőülés (németül: Tod und Verklärung) Richard Strauss német zeneszerző 1888-ban írt szimfonikus költeménye.
Az alkotásban a zeneszerző nem egy embert, hanem az ember örök szenvedését, saját lelki világának démonai és ellenségeinek rossz indulata elleni küzdelmét ábrázolta. Hiábavalónak látszik a küzdelem, de nem az, mert elkövetkezik a megváltás, a szenvedés megdicsőülése az ideálban: a szent művészetben. A szimbolisztikus alapgondolat az tehát, hogy a küzdő, szenvedő ember megváltója a művészet. A partitúra első oldalára R. Strauss Alexander Ritter Im der ärmlich kezdetű, a szimfonikus költemény után megszületett versét írta, így a program itt fordított, a zene ihlette meg a költőt. R. Strauss programzenéje szünet nélkül egymásra következő négy részre tagolódik. Három a halálküzdelmet, a negyedik a megdicsőülést festi.

## Részei
Az első részt a tompított hegedűk és brácsák nyitják meg a halál ritmikai (nem dallami) motívumával. Ennek az első három részben csaknem folyton hallatszódó ritmusnak uralkodó szerepe van. Rögtön utána következik egy igen egyszerű másik motívum: vonós akkordok fölött töredező fuvolaszó. A kimerülés motívuma ez. A harmadik motívumot, a haldokló mosolyának motívumát a fafúvók hozzák hárfakísérettel. A kísérteties halál-motívum után az oboa gyöngéden énekli az ifjúság, a gyermekkor motívumát. A haldokló erről álmodik. E motívumok gyönyörű kombinálásból áll az első rész.
A második rész (allegro molto agitato) – a haldokló küzdelme a halállal. A zenekar négy harsány ütésével kezdődik. Két motívum tülekedik egymással. Az egyik gyors figurációkból áll: ez a láz motívuma. A másik erőteljes, akkordikus: ez az életerő motívuma. Hol egyik, hol másik kerekedik fölül, de a sűrűn jelentkező halál motívum már sejteti, hogy nincs remény. Végül a legerősebb dinamikában egy diadalmas új motívum harsog, az ideál, az eszmény motívuma. Ezzel végső erejét adta ki a haldokló. Mintha erőtlenül roskadna párnájára, úgy omlanak össze a hanghullámok. Baljóslatúan szólal meg a halál-motívum.
A harmadik rész (meno mosso) tempói gyakran változnak. A haldokló lelki szemei előtt elvonulnak élete legfontosabb mozzanatai: gyermekkorának ártatlan örömei, erőtől duzzadó ifjúkora, férfikorának küzdelmei. A küzdelmet nem koronázza teljes siker, pedig azt hiszi, hogy elérte már az ideált. A lázálomban vergődő ereje egyre fogy. A halál támadásai egyre erősödnek, az életerő motívuma egyre gyöngül. Még egyszer nagy erővel támad föl, de aztán úr marad a halál. A fafúvók és hegedűk fölfelé törő egyre halkuló tercmenetei alatt tompa harsonaszózat jelzi az utolsó pillanatot.
A negyedik részt (moderato) az előzővel rövid közjáték kapcsolja össze, amely mintegy azt állítja elénk, mint lép át a félelmes halál kapuján az örökké tartó boldog életbe a lélek. Tiszta C-dúr akkordokba szövődnek a gyermekkor motívumának töredékei és a halál borzalmaira csak a kísérteties tamtam-ütések emlékezetnek. Aztán megkezdődik a megdicsőülés. A földi porhüvelyétől megszabadult lélek felé egyre hatalmasabb erővel harsog, amit itt a földön vágyva vágyott és keresett: világmegváltás, világmegdicsőülés. Végül egyre halkulva a teljes zenekar pianissimo C-dúr akkordjával véget ér az alkotás.

## Keletkezése
1888-1889-ben a fiatal Strausst súlyos betegség döntötte ágynak. Ebben az időszakban a halál valószínű közelségében fogalmazódhatott meg benne a Halál és megdicsőülés eszméje. A darabot Strauss vezényletével 1890-ben mutatták be az Eisenachi Zeneünnep alkalmából.

## Érdekesség
Érdekes adalék, hogy 1949-ben, a 85 éves Strauss gyógyíthatatlan betegségének utolsó napjaiban így szólt menyéhez, Alicehoz: „Furcsa, de a haldoklás pontosan olyan, ahogyan hatvan éve megkomponáltam a Halál és megdicsőülésben”.

## Hangfelvételek
- Halál és megdicsőülés Op. 24 – Youtube.com, Közzététel: 2014. ápr. 4.